# なんかん夏まつり

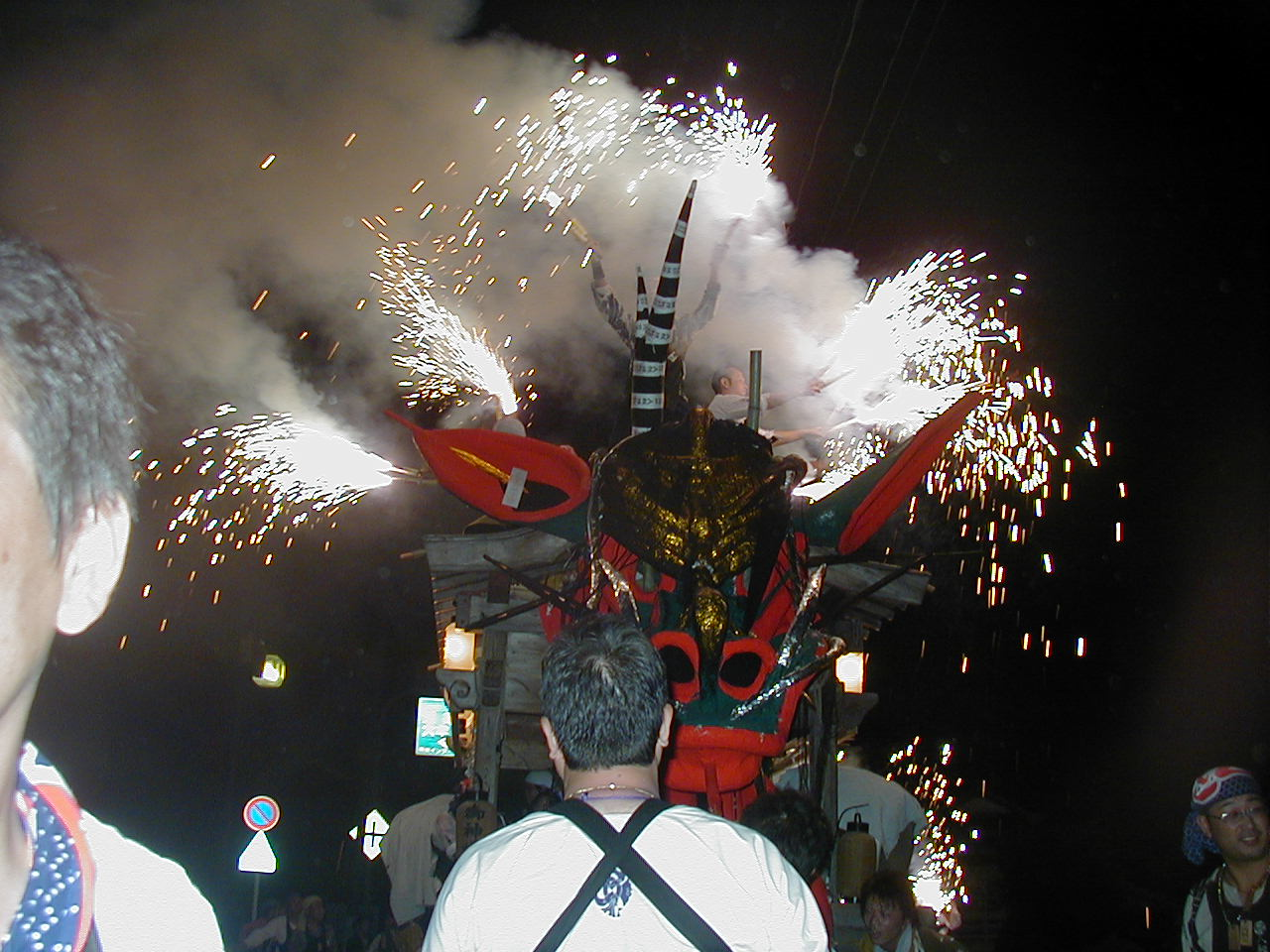
南関町の大蛇

なんかん夏まつり『なんかんぎおんさん』（なんかんなつまつり「なんかんぎおんさん」）は、毎年8月の第1土曜日に熊本県玉名郡南関町で行われる夏祭りである。地元ではぎおんさんと呼ばれている。

## 概要
真夏に繰り広げられる勇壮な神事で、京都の八坂神社の分霊が祭られている八剣神社のまつりである。主神であるスサナオノミコトが出雲の国の肥の川上において大蛇を退治した神話を縁起として、祭神の和魂を戒め魂心を奉した1640年（寛永17年）頃から、商売繁盛と五穀豊穣、無病息災を願い、このまつりが始められたと伝えられている。
このまつりでは、高さが3mもあるいかめしい形相の大蛇の山車が主役で、祭独特の鉦や太鼓の囃しを乗せた山車を、昼間は子供たちが、夜になると若者たちが引き手となり旧南関地区の関町商店街一帯を練り歩く。夜ともなると、首を振りながら進む大蛇の口から花火が撒き散らされ、より一層祭の気分に火を付ける。
現在では、南関町商工会南関支部及びなんかん大蛇山振興会のメンバーが主になり、ぎおんさんを盛り上げている。また、近年は隣接する福岡県大牟田市で行われるおおむた『大蛇山』まつりへも参加している。

## 交通アクセス
- 西鉄バス大牟田
- 産交バス

## 関連記事
なんかん大蛇山振興会　八剱会公式WEBサイト
- 祇園祭
- 大蛇山 (祭り)
  - おおむた『大蛇山』まつり
  - 中島祇園祭り
  - 江浦町祇園祭
  - 渡瀬祇園祭